# Leitenbach (Main)
Der Leitenbach ist ein gut 17 Kilometer langer, linker und östlicher Nebenfluss des Mains.

## Geografie

### Verlauf
Der Leitenbach entsteht aus dem Zusammenfluss von Würgauer Bach und Ellernbach im Stadtbereich von Scheßlitz. Südlich von Kemmern mündet er in den Main.

### Zu- und Abflüsse
Hierarchische Liste, jeweils von der Quelle zur Mündung. Auswahl.
- (Scheßlitzer) Ellernbach (rechter Oberlauf, Hauptstrang)
  - Burglesauer Bächlein (links)
  - Krebsbach (rechts)
- Würgauer Bach (linker Oberlauf, Nebenstrang)
- Grumbach (rechts)
  - Kuhgraben (linker Oberlauf, Hauptstrang)
    - Talwiesengraben (rechts)

  - Augraben (rechter Oberlauf, Nebenstrang)
- Seierbach (links)
  - Zeckendorfer Bach (links)
  - Gänsweggraben (rechts)
- Pünzenbach, mit Oberlauf Deisertbvach (links)
- Leitengraben (rechts)
- Leithenbach (links)
- Ellernbach (rechter Nebenarm)
  - Gaisbach (rechts)
- Stöckigtbach (linker Abzweig zum Gründleinsbach)

### Orte
Der Leitenbach fließt durch folgende Orte:
- Scheßlitz
- Wiesengiech
- Drosendorf
- Memmelsdorf
- Gundelsheim
- Kemmern